# Angelo Damiano
Angelo Damiano (Barra, 30 de septiembre de 1938) es un deportista italiano que compitió en ciclismo en la modalidad de pista, especialista en las pruebas de velocidad individual y tándem.
Participó en los Juegos Olímpicos de Tokio 1964, obteniendo una medalla de oro en la carrera de tándem (junto con Sergio Bianchetto). Ganó una medalla de bronce en el Campeonato Mundial de Ciclismo en Pista de 1967, en la disciplina de velocidad individual.

## Medallero internacional
| Juegos Olímpicos   | Juegos Olímpicos         | Juegos Olímpicos  | Juegos Olímpicos         |
| Año                | Lugar                    | Medalla           | Competición              |
| ------------------ | ------------------------ | ----------------- | ------------------------ |
| 1964               | Tokio (Japón)            | Medalla de oro    | Tándem                   |
| Campeonato Mundial |                          |                   |                          |
| Año                | Lugar                    | Medalla           | Competición              |
| 1967               | Ámsterdam (Países Bajos) | Medalla de bronce | Velocidad individual (A) |